# Gran Premio di superbike di Oschersleben 2000
Il Gran Premio di superbike di Oschersleben 2000 è stato la dodicesima prova su tredici del campionato mondiale Superbike 2000, disputato il 10 settembre sul circuito di Oschersleben, ha visto la vittoria di Colin Edwards in gara 1, lo stesso pilota si è ripetuto anche in gara 2.
La vittoria nella gara valevole per il campionato mondiale Supersport è stata invece ottenuta da Stéphane Chambon. La gara del campionato Europeo della classe Superstock viene vinta da James Ellison.
Come già nel campionato mondiale Superbike 1999, la Germania ospita una seconda prova del campionato mondiale Superbike, per la prima volta però disputata sulla Motorsport Arena Oschersleben, sebbene si svolse una prova del campionato mondiale Supersport nel 1997.

## Risultati

### Gara 1

#### Arrivati al traguardo[5]
| Pos. | Nº  | Pilota               | Squadra              | Motocicletta      | Giri | Tempo     | Griglia | Punti |
| ---- | --- | -------------------- | -------------------- | ----------------- | ---- | --------- | ------- | ----- |
| 1º   | 2   | Colin Edwards        | Castrol Honda        | Honda VTR1000     | 28   | 41:50.041 | 1º      | 25    |
| 2º   | 6   | Gregorio Lavilla     | Kawasaki Racing      | Kawasaki ZX 7RR   | 28   | +0:05.642 | 10º     | 20    |
| 3º   | 21  | Troy Bayliss         | Ducati Infostrada    | Ducati 996        | 28   | +0:07.064 | 4º      | 16    |
| 4º   | 4   | Akira Yanagawa       | Kawasaki Racing      | Kawasaki ZX 7RR   | 28   | +0:07.224 | 6º      | 13    |
| 5º   | 111 | Aaron Slight         | Castrol Honda        | Honda VTR1000     | 28   | +0:07.431 | 9º      | 11    |
| 6º   | 7   | Pierfrancesco Chili  | Suzuki Alstare       | Suzuki GSX R750   | 28   | +0:10.610 | 5º      | 10    |
| 7º   | 3   | Troy Corser          | Aprilia Axo          | Aprilia RSV 1000  | 28   | +0:13.890 | 2º      | 9     |
| 8º   | 30  | Alessandro Antonello | Aprilia Axo          | Aprilia RSV 1000  | 28   | +0:22.755 | 21º     | 8     |
| 9º   | 41  | Noriyuki Haga        | Yamaha WSBK          | Yamaha YZF R7     | 28   | +0:23.241 | 16º     | 7     |
| 10º  | 155 | Ben Bostrom          | Ducati NCR           | Ducati RS 996     | 28   | +0:25.284 | 17º     | 6     |
| 11º  | 39  | Alessandro Gramigni  | Valli Racing 391     | Yamaha R7         | 28   | +0:25.461 | 15º     | 5     |
| 12º  | 57  | Wataru Yoshikawa     | Yamaha WSBK          | Yamaha YZF R7     | 28   | +0:34.928 | 20º     | 4     |
| 13º  | 33  | Robert Ulm           | Gerin WSBK           | Ducati 996 RS2000 | 28   | +0:35.230 | 8º      | 3     |
| 14º  | 9   | Katsuaki Fujiwara    | Suzuki Alstare       | Suzuki GSX R750   | 28   | +0:45.015 | 7º      | 2     |
| 15º  | 18  | Markus Barth         | Alpha Technik Yamaha | Yamaha R7         | 28   | +0:48.893 | 14º     | 1     |
| 16º  | 13  | Andreas Meklau       | Gerin WSBK           | Ducati 996 RS2000 | 28   | +0:55.163 | 18º     |       |
| 17º  | 14  | Peter Goddard        | Kawasaki Racing      | Kawasaki ZX 7RR   | 28   | +0:57.736 | 11º     |       |
| 18º  | 38  | Lance Isaacs         | Ducati NCR           | Ducati RS 996     | 28   | +1:04.240 | 27º     |       |
| 19º  | 20  | Marco Borciani       | Pedercini            | Ducati RS 996     | 28   | +1:15.909 | 26º     |       |
| 20º  | 78  | Bertrand Stey        | White Endurance      | Honda VTR1000     | 28   | +1:24.764 | 25º     |       |
| 21º  | 46  | Mauro Sanchini       | Pedercini            | Ducati RS 996     | 28   | +1:34.315 | 33º     |       |
| 22º  | 23  | Jiří Mrkývka         | JM SBK               | Ducati 996 R      | 27   | +1 giro   | 28º     |       |
| 23º  | 84  | René Prang           | Yamaha Denmark       | Yamaha            | 27   | +1 giro   | 29º     |       |
| 24º  | 85  | Oddgeir Havnen       | Yamaha Norway        | Yamaha            | 27   | +1 giro   | 34º     |       |
| 25º  | 83  | Gérald Muteau        | Philippe Coulon      | Honda VTR1000     | 27   | +1 giro   | 32º     |       |
| 26º  | 70  | Javier Rodríguez     | Ghelfi Art Racing    | Honda VTR1000     | 26   | +2 giri   | 30º     |       |

#### Ritirati
| Nº | Pilota               | Squadra              | Motocicletta      | Giri | Griglia |
| -- | -------------------- | -------------------- | ----------------- | ---- | ------- |
| 28 | Jürgen Oelschläger   | Alpha Technik Yamaha | Yamaha R7         | 18   | 19º     |
| 11 | Lucio Pedercini      | Pedercini            | Ducati RS 996     | 15   | 24º     |
| 35 | Giovanni Bussei      | Kawasaki Bertocchi   | Kawasaki ZX 7RR   | 12   | 12º     |
| 76 | Igor Jerman          | Kawasaki Bertocchi   | Kawasaki ZX 7RR   | 9    | 22º     |
| 10 | Vittoriano Guareschi | Yamaha WSBK          | Yamaha YZF R7     | 9    | 23º     |
| 65 | Giuliano Sartoni     | Pacific              | Ducati 996 RS2000 | 8    | 35º     |
| 32 | Massimo De Silvestro | Pacific              | Ducati 996 RS2000 | 6    | 36º     |
| 91 | Daniele Morigi       | Kawasaki Bertocchi   | Kawasaki ZX 7RR   | 6    | 31º     |
| 82 | Doriano Romboni      | R & D Bieffe         | Ducati RS 996     | 0    | 13º     |
| 19 | Juan Borja           | Ducati Infostrada    | Ducati 996        | 0    | 3º      |

### Gara 2

#### Arrivati al traguardo[6]
| Pos. | Nº  | Pilota              | Squadra              | Motocicletta      | Giri | Tempo     | Griglia | Punti |
| ---- | --- | ------------------- | -------------------- | ----------------- | ---- | --------- | ------- | ----- |
| 1º   | 2   | Colin Edwards       | Castrol Honda        | Honda VTR1000     | 28   | 41:48.277 | 1º      | 25    |
| 2º   | 21  | Troy Bayliss        | Ducati Infostrada    | Ducati 996        | 28   | +0:04.199 | 4º      | 20    |
| 3º   | 4   | Akira Yanagawa      | Kawasaki Racing      | Kawasaki ZX 7RR   | 28   | +0:05.808 | 6º      | 16    |
| 4º   | 6   | Gregorio Lavilla    | Kawasaki Racing      | Kawasaki ZX 7RR   | 28   | +0:06.904 | 10º     | 13    |
| 5º   | 41  | Noriyuki Haga       | Yamaha WSBK          | Yamaha YZF R7     | 28   | +0:10.242 | 16º     | 11    |
| 6º   | 7   | Pierfrancesco Chili | Suzuki Alstare       | Suzuki GSX R750   | 28   | +0:20.959 | 5º      | 10    |
| 7º   | 155 | Ben Bostrom         | Ducati NCR           | Ducati RS 996     | 28   | +0:22.713 | 17º     | 9     |
| 8º   | 9   | Katsuaki Fujiwara   | Suzuki Alstare       | Suzuki GSX R750   | 28   | +0:25.529 | 7º      | 8     |
| 9º   | 57  | Wataru Yoshikawa    | Yamaha WSBK          | Yamaha YZF R7     | 28   | +0:28.838 | 20º     | 7     |
| 10º  | 33  | Robert Ulm          | Gerin WSBK           | Ducati 996 RS2000 | 28   | +0:35.623 | 8º      | 6     |
| 11º  | 39  | Alessandro Gramigni | Valli Racing 391     | Yamaha R7         | 28   | +0:39.100 | 15º     | 5     |
| 12º  | 13  | Andreas Meklau      | Gerin WSBK           | Ducati 996 RS2000 | 28   | +0:41.711 | 18º     | 4     |
| 13º  | 18  | Markus Barth        | Alpha Technik Yamaha | Yamaha R7         | 28   | +0:51.101 | 14º     | 3     |
| 14º  | 38  | Lance Isaacs        | Ducati NCR           | Ducati RS 996     | 28   | +1:05.493 | 27º     | 2     |
| 15º  | 20  | Marco Borciani      | Pedercini            | Ducati RS 996     | 28   | +1:08.870 | 26º     | 1     |
| 16º  | 78  | Bertrand Stey       | White Endurance      | Honda VTR1000     | 28   | +1:10.047 | 25º     |       |
| 17º  | 46  | Mauro Sanchini      | Pedercini            | Ducati RS 996     | 28   | +1:10.267 | 33º     |       |
| 18º  | 35  | Giovanni Bussei     | Kawasaki Bertocchi   | Kawasaki ZX 7RR   | 28   | +1:10.951 | 12º     |       |
| 19º  | 28  | Jürgen Oelschläger  | Alpha Technik Yamaha | Yamaha R7         | 28   | +1:14.243 | 19º     |       |
| 20º  | 70  | Javier Rodríguez    | Ghelfi Art Racing    | Honda VTR1000     | 27   | +1 giro   | 30º     |       |
| 21º  | 84  | René Prang          | Yamaha Denmark       | Yamaha            | 27   | +1 giro   | 29º     |       |
| 22º  | 83  | Gérald Muteau       | Philippe Coulon      | Honda VTR1000     | 27   | +1 giro   | 32º     |       |
| 23º  | 85  | Oddgeir Havnen      | Yamaha Norway        | Yamaha            | 27   | +1 giro   | 34º     |       |

#### Ritirati
| Nº  | Pilota               | Squadra            | Motocicletta      | Giri | Griglia |
| --- | -------------------- | ------------------ | ----------------- | ---- | ------- |
| 30  | Alessandro Antonello | Aprilia Axo        | Aprilia RSV 1000  | 18   | 21º     |
| 14  | Peter Goddard        | Kawasaki Racing    | Kawasaki ZX 7RR   | 18   | 11º     |
| 10  | Vittoriano Guareschi | Yamaha WSBK        | Yamaha YZF R7     | 18   | 23º     |
| 23  | Jiří Mrkývka         | JM SBK             | Ducati 996 R      | 13   | 28º     |
| 111 | Aaron Slight         | Castrol Honda      | Honda VTR1000     | 12   | 9º      |
| 11  | Lucio Pedercini      | Pedercini          | Ducati RS 996     | 9    | 24º     |
| 32  | Massimo De Silvestro | Kawasaki Bertocchi | Kawasaki ZX 7RR   | 5    | 36º     |
| 76  | Igor Jerman          | Kawasaki Bertocchi | Kawasaki ZX 7RR   | 3    | 22º     |
| 65  | Giuliano Sartoni     | Pacific            | Ducati 996 RS2000 | 1    | 35º     |
| 3   | Troy Corser          | Aprilia Axo        | Aprilia RSV 1000  | 1    | 2º      |

### Supersport

#### Arrivati al traguardo
| Pos. | Nº | Pilota               | Squadra              | Motocicletta     | Giri | Tempo     | Punti |
| ---- | -- | -------------------- | -------------------- | ---------------- | ---- | --------- | ----- |
| 1º   | 1  | Stéphane Chambon     | Suzuki Alstare       | Suzuki GSX R 600 | 28   | 43'20.327 | 25    |
| 2º   | 31 | Karl Muggeridge      | Ten Kate Honda       | Honda CBR 600    | 28   | +11.970   | 20    |
| 3º   | 99 | Fabien Foret         | D.C.R. Pirelli       | Ducati 748 R     | 28   | +12.491   | 16    |
| 4º   | 5  | Rubén Xaus           | Ducati Infostrada    | Ducati 748 RS    | 28   | +13.455   | 13    |
| 5º   | 21 | Massimo Meregalli    | Yamaha Belgarda      | Yamaha YZF R6    | 28   | +21.990   | 11    |
| 6º   | 3  | Piergiorgio Bontempi | D.C.R. Pirelli       | Ducati 748 R     | 28   | +27.817   | 10    |
| 7º   | 8  | Cristiano Migliorati | Metalsistem Endoug   | Suzuki GSX 600   | 28   | +31.574   | 9     |
| 8º   | 66 | Stefan Nebel         | Fujifilm Karthin R.  | Yamaha           | 28   | +33.294   | 8     |
| 9º   | 22 | Werner Daemen        | Yamaha Belgium       | Yamaha R6        | 28   | +33.523   | 7     |
| 10º  | 28 | Michele Malatesta    | Monza Corse          | Suzuki GSX 600   | 28   | +45.096   | 6     |
| 11º  | 83 | James Ellison        | Ten Kate Honda       | Honda CBR 600    | 28   | +46.484   | 5     |
| 12º  | 20 | Karl Harris          | Metalsistem Endoug   | Suzuki GSX 600   | 28   | +47.864   | 4     |
| 13º  | 26 | Kyro Verstraeten     | Yamaha Belgium       | Yamaha R6        | 28   | +51.616   | 3     |
| 14º  | 10 | William Costes       | Honda France Elf     | Honda CBR 600    | 28   | +54.256   | 2     |
| 15º  | 18 | Vittorio Iannuzzo    | Lorenzini-T.Italia   | Yamaha R6        | 28   | +54.507   | 1     |
| 16º  | 9  | Wilco Zeelenberg     | Dee Cee Jeans Racing | Yamaha R6        | 28   | +56.305   |       |
| 17º  | 34 | Yves Briguet         | D.F.X. Racing        | Ducati 748       | 28   | +1'05.068 |       |
| 18º  | 67 | Franco Brugnara      | GiMotorsport         | Yamaha R6        | 28   | +1'13.788 |       |
| 19º  | 61 | Fabio Capriotti      | Lorenzini-T.Italia   | Yamaha R6        | 27   | +1 giro   |       |
| 20º  | 82 | Gareth Kenward       | TDC Desenzano Corse  | Suzuki GSX 600   | 27   | +1 giro   |       |

#### Ritirati
| Nº | Pilota                | Squadra              | Motocicletta     | Giri |
| -- | --------------------- | -------------------- | ---------------- | ---- |
| 6  | Christian Kellner     | Alpha Technik Yamaha | Yamaha YZF R6    | 27   |
| 4  | Jörg Teuchert         | Alpha Technik Yamaha | Yamaha YZF R6    | 27   |
| 37 | Paul Young            | BKM Racing           | Yamaha R6        | 27   |
| 7  | Fabrizio Pirovano     | Suzuki Alstare       | Suzuki GSX R 600 | 16   |
| 17 | Pere Riba             | Castrol Honda        | Honda CBR 600 F  | 13   |
| 69 | James Whitham         | Yamaha Belgarda      | Yamaha YZF R6    | 13   |
| 19 | Walter Tortoroglio    | D.F.X. Racing        | Ducati 748       | 7    |
| 44 | Antonio Carlacci      | GiMotorsport         | Yamaha R6        | 5    |
| 12 | Andrew Pitt           | Kawasaki Racing      | Kawasaki ZX 6R   | 4    |
| 15 | Paolo Casoli          | Ducati Infostrada    | Ducati 748 RS    | 4    |
| 65 | Michael Schulten      | Yacco Mo Laaks       | Yamaha           | 1    |
| 16 | Sébastien Charpentier | Honda France Elf     | Honda CBR 600    | 0    |
| 29 | Christer Lindholm     | Dee Cee Jeans Racing | Yamaha R6        | 0    |
| 2  | Iain MacPherson       | Kawasaki Racing      | Kawasaki ZX 6R   | 0    |
| 27 | Chris Vermeulen       | Castrol Honda        | Honda CBR 600 F  | 0    |
| 14 | Christophe Cogan      | BKM Racing           | Yamaha R6        | 0    |

### Superstock

#### Arrivati al traguardo
| Pos. | Nº | Pilota              | Squadra              | Motocicletta     | Giri | Tempo     | Punti |
| ---- | -- | ------------------- | -------------------- | ---------------- | ---- | --------- | ----- |
| 1º   | 8  | James Ellison       | Ten Kate Young Guns  | Honda 900 CBR    | 12   | 18'48.608 | 25    |
| 2º   | 72 | Steven Casaer       | Yamaha Belgium       | Yamaha R1        | 12   | +4.910    | 20    |
| 3º   | 42 | Benny Jerzenbeck    | Steinhausen Racing   | Suzuki GSX R 750 | 12   | +5.286    | 16    |
| 4º   | 2  | Daniel Oliver       | Martin Racing        | Aprilia RSV R    | 12   | +5.674    | 13    |
| 5º   | 91 | Gianluca Vizziello  | GiMotorsport         | Yamaha R1        | 12   | +7.435    | 11    |
| 6º   | 11 | Katja Poensgen      | Suzuki Alstare       | Suzuki GSX R 750 | 12   | +7.499    | 10    |
| 7º   | 54 | Markus Wegscheider  | Suzuki S. Schmidt    | Suzuki GSX R 750 | 12   | +8.064    | 9     |
| 8º   | 3  | Dario Tosolini      | TDC Desenzano Corse  | Suzuki GSX R 750 | 12   | +13.500   | 8     |
| 9º   | 37 | Barry Veneman       | Dee Cee Jeans R.T.   | Yamaha R1        | 12   | +20.000   | 7     |
| 10º  | 22 | Steve Brogan        | Rumi                 | Honda 900 CBR    | 12   | +20.450   | 6     |
| 11º  | 17 | Frederic Jond       | Fratelli Team        | Honda 900 CBR    | 12   | +20.989   | 5     |
| 12º  | 45 | Chris Burns         | Redwood Racing       | Yamaha R1        | 12   | +21.182   | 4     |
| 13º  | 50 | Martin Bauer        | Kawasaki Team Rosner | Kawasaki ZX 9R   | 12   | +22.690   | 3     |
| 14º  | 69 | Yann Gyger          | White Endurance      | Honda 900 CBR    | 12   | +23.361   | 2     |
| 15º  | 27 | Rudy Servol         | TRS Team Rudy Servol | Honda 900 CBR    | 12   | +23.453   | 1     |
| 16º  | 21 | Koen Vleugels       | KS Racing            | Yamaha R1        | 12   | +23.679   |       |
| 17º  | 5  | Paul Notman         | Speedline NRG        | Honda 900 CBR    | 12   | +24.230   |       |
| 18º  | 67 | Andrea Giachino     | HP Racing            | Suzuki GSX R 750 | 12   | +24.617   |       |
| 19º  | 66 | Daniel Delling      | Delling              | Yamaha R1        | 12   | +24.831   |       |
| 20º  | 7  | Fabrizio Pellizzon  | Organize Racing      | Aprilia RSV R    | 12   | +26.784   |       |
| 21º  | 49 | Benjamin Nabert     | Green Speed          | Kawasaki ZX 9R   | 12   | +36.636   |       |
| 22º  | 68 | Enrico Pasini       | Pedercini            | Suzuki GSX R 750 | 12   | +37.120   |       |
| 23º  | 16 | Simone Suzzi        | FBC Racing           | Aprilia RSV R    | 12   | +37.400   |       |
| 24º  | 14 | Raffaello Fabbroni  | Rumi                 | Honda 900 CBR    | 12   | +37.804   |       |
| 25º  | 23 | Michael Weynand     | Keller Corsa         | Yamaha R1        | 12   | +42.822   |       |
| 26º  | 18 | Niklas Carlberg     | Carlberg Racing Swe  | Yamaha R1        | 12   | +55.466   |       |
| 27º  | 31 | Gianluigi Vallisari | Racing T. Gabrielli  | Aprilia RSV R    | 12   | +57.434   |       |
| 28º  | 20 | Roberto Ciroldi     | Ghelfi               | Honda 900 CBR    | 12   | +1'15.095 |       |

#### Ritirati
| Nº | Pilota               | Squadra              | Motocicletta     | Giri |
| -- | -------------------- | -------------------- | ---------------- | ---- |
| 88 | Marty Nutt           | Nutt Aprilia UK      | Aprilia RSV R    | 10   |
| 34 | Didier Van Keymeulen | BKM Racing           | Yamaha R1        | 4    |
| 28 | Giacomo Romanelli    | TDC Desenzano Corse  | Suzuki GSX R 750 | 4    |
| 39 | Massimo Bisconti     | Ghelfi               | Honda 900 CBR    | 0    |
| 41 | Andi Notman          | Right Track Tech2000 | Yamaha R1        | 0    |
| 77 | Olivier Four         | Star Moto            | Suzuki GSX R 750 | 0    |